# Richard Trinkler
Richard Trinkler, född den 22 augusti 1950 i Sirnach, Schweiz, är en schweizisk tävlingscyklist som tog OS-silver i lagtempolopet vid olympiska sommarspelen 1984 i Los Angeles.